# William D. Davies
William David Davies, conosciuto anche come W.D. Davies (9 dicembre 1911 – Durham (Carolina del Nord), 12 giugno 2001), è stato un teologo e biblista britannico naturalizzato statunitense.

## Biografia
Davies nacque in una famiglia di minatori a Glanamman, un villaggio del Carmarthenshire, in Galles. Nel 1934 conseguì il bachelor of arts in lingua greca e lingue semitiche a Cardiff, all'Università del Galles. Nel 1938 conseguì il Bachelor of Divinity a Brecon al Memorial College. Nel 1941 fu consacrato ministro della Chiesa congregazionalista e cominciò ad esercitare il ministero di pastore nel Cambridgeshire. Nello stesso anno sposò la figlia di un minatore. Nel 1942 conseguì il master of arts all'Università di Cambridge e cominciò a collaborare a tempo parziale con l'ateneo, continuando a svolgere il ministero religioso. Nel 1946 divenne professore di Nuovo Testamento nello Yorkshire United College a Bradford. Nel 1948 pubblicò il libro Paul and Rabbinic Judaism, che lo fece conoscere a livello internazionale. Nel 1950 si trasferì negli USA e divenne professore di Teologia biblica alla Duke Divinity School a Durham. Nel 1955 divenne professore di religione all'Università di Princeton. Fra il 1959 e il 1966 fu professore all' Union Seminary a New York e contemporaneamente ricoprì l'incarico di professore associato alla Columbia University. Nel 1966 ritornò alla Duke University, dove insegnò Studi e Ricerche avanzate delle origini del cristianesimo. Nel 1981 accettò un incarico alla Texas Christian University ad Abilene. Nel 1985 si ritirò dall'insegnamento e si stabilì a Durham, dove morì. Nonostante fosse diventato cittadino americano, per sua volontà fu sepolto in Galles, a Glanamman.

## Libri pubblicati
- Paul and Rabbinic Judaism: Some Rabbinic Elements in Pauline Theology, SCM Press, London, 1948
- Torah in the Messianic Age And/or the Age to Come, Society of Biblical Literature, Philadelphia, 1952
- Christian Origins and Judaism, Westminster Press, Philadelphia, 1962
- The Setting of the Sermon on the Mount, Cambridge University Press, Cambridge, 1964
- Invitation to the New Testament: a guide to its main witnesses, Doubleday,  1966
- The Gospel and the Land: Early Christianity and Jewish Territorial Doctrine, University of California Press, Berkeley, 1974
- The Territorial Dimension of Judaism, University of California Press, Berkeley, 1982
- Con Dale Allison (coautore), A Critical and Exegetical Commentary on the Gospel according to Saint Matthew: Vol. 1- Introduction and commentary on Matthew I-VII, T&T Clark, Edinburgh, 1988
- Con Dale Allison (coautore), A Critical and Exegetical Commentary on the Gospel according to Saint Matthew: Vol. 2- Commentary on Matthew VIII-XVIII, T&T Clark, Edinburgh, 1991
- Con Dale Allison (coautore), A Critical and Exegetical Commentary on the Gospel according to Saint Matthew: Vol. 3- Commentary on Matthew XIX-XXVIII, T&T Clark, Edinburgh, 1997
- Christian Engagements with Judaism, Trinity, Harrisburg, 1999